# Crystal (software)
CRYSTAL es un programa de química cuántica ab initio, diseñado principalmente para cálculos en cristales (3 dimensiones), placas (2 dimensiones) y polímeros (1 dimensión) usando simetría traslacional, pero también puede ser usado para moléculas individuales. Está escrito por V.R. Saunders, R. Dovesi, C. Roetti, R. Orlando, C.M. Zicovich-Wilson, N.M. Harrison, K. Doll, B. Civalleri, I.J. Bush, Ph. D'Arco, y M. Llunell del Grupo de Química Teórica de la Universidad de Turín y del Grupo de Ciencia de Materiales Computacionales del Laboratorio Daresbury cerca de Warrington en Cheshire, Inglaterra. La versión actual es CRYSTAL17. Las versiones anteriores fueron CRYSTAL88, CRYSTAL92, CRYSTAL95, CRYSTAL98, CRYSTAL03, CRYSTAL06, CRYSTAL09 y CRYSTAL14 (esta última fue lanzada en junio de 2014).

## Estructura de programa
El programa está construido de dos módulos: cristal y propiedades. El programa de cristales está dedicado a realizar los cálculos del SCF, las optimizaciones de la geometría y los cálculos de frecuencia para las estructuras dadas en entrada. Al final del proceso SCF, el cristal del programa escribe información sobre el sistema cristalino y su función de onda como datos secuenciales sin formato en la unidad Fortran 9, y como datos formateados en la unidad Fortran 98. Las propiedades de un electrón y el análisis de la función de onda se pueden calcular a partir de la función de onda del SCF ejecutando las propiedades del programa.
La principal ventaja del código de los cristales se debe a la explotación profunda y optimizada de la simetría, en todos los niveles de cálculo (cálculos de SCF así como de gradientes y frecuencias de vibración). Esto permite una reducción significativa del coste de los cálculos periódicos. Nótese que mientras que la simetría se reduce generalmente a la identidad en las grandes moléculas, los grandes sistemas cristalinos suelen mostrar muchos operadores de simetría.